# Lagawe
Lagawe est une ville de 4e classe, capitale de la province d'Ifugao aux Philippines. Selon le recensement de 2010 elle est peuplée de 17 477 habitants.

## Barangays
Lagawe est divisée en 20 barangays.
- Abinuan
- Banga
- Boliwong
- Burnay
- Buyabuyan
- Caba
- Cudog
- Dulao
- Jucbong
- Luta
- Montabiong
- Olilicon
- Poblacion du Sud
- Ponghal
- Pullaan
- Tungngod
- Tupaya
- Poblacion oriental
- Poblacion occidental
- Poblacion du Nord

## Démographie

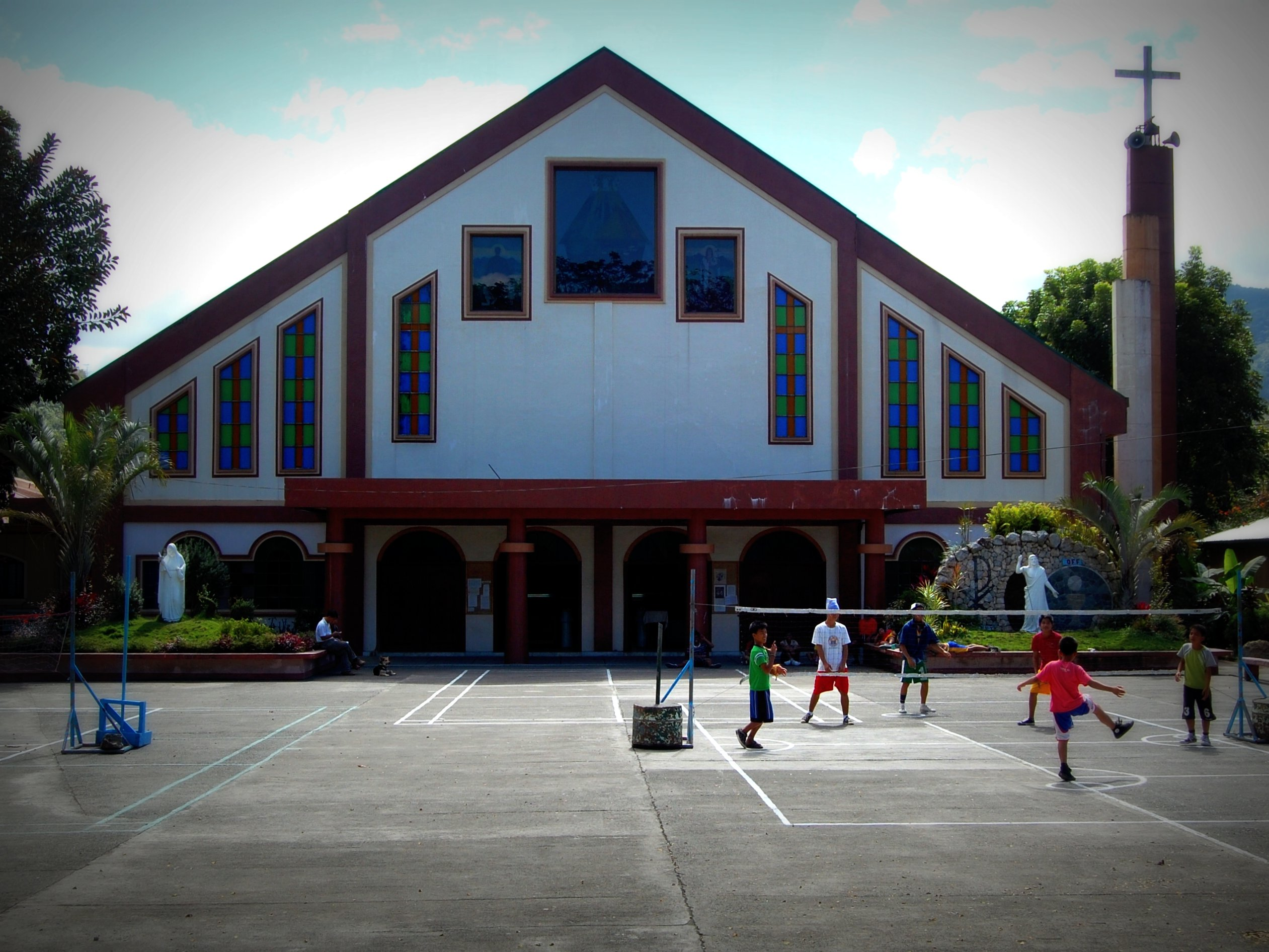
L'église Sainte-Marie-Madeleine.

| Année | Habitants | Évolution |
| ----- | --------- | --------- |
| 1995  | 14 898    | -         |
| 2000  | 15 269    | 2,49 %    |
| 2007  | 17 373    | 13,78 %   |
| 2010  | 17 477    | 0,60 %    |